# Sweet Talk
"Sweet Talk" песня австралийской певицы Саманты Джейд. Композиция стала четвёртым синглом в поддержку второго будущего альбома Саманты, релиз которого состоится в марте 2015 года. Сингл был выпущен 18 ноября 2014 года в цифровом магазине iTunes и дебютировал с 38 строчки в австралийском чарте "ARIA Singles Chart". Видеоклип был выпущен 21 ноября 2014 на видеохостинге Youtube.

## Список композиций
Цифровая загрузка
| №  | Название     | Длительность |
| -- | ------------ | ------------ |
| 1. | «Sweet Talk» | 3:32         |

CD-сингл
| №  | Название                             | Длительность |
| -- | ------------------------------------ | ------------ |
| 1. | «Sweet Talk»                         | 3:32         |
| 2. | «Sweet Talk (7th Heaven Radio Edit)» | 4:00         |

## Чарты
| Чарт (2014)      | Высшая позиция |
| ---------------- | -------------- |
| Австралия (ARIA) | 38             |

## Музыкальная команда
- Композитор — Charlotte 'Charli' Taft, Brian Lee & Andrew Bolooki
- Продюсер — Paro
- Сопродюсер — Brian Lee
- Музыкальные инструменты — Klas Gullbrand, Paro
- Звукозапись — Paro
- Звукорежиссёр — Zac Poor, Samantha Jade
- Аранжировка — Tom Coyne, Miles Walker